# ميل نوفاكوفيتش
ميل نوفاكوفيتش (بالصربية: Миле Новаковић)‏ هو عسكري صربي، ولد في 29 أبريل 1950 في Gvozd ‏ في كرواتيا، وتوفي في 14 سبتمبر 2015 في Surduk ‏ في صربيا.